# جريج هاير
جريج هاير (بالإنجليزية: Greg Hire)‏ مواليد 19 سبتمبر 1987، هو لاعب كرة سلة أسترالي بدأ مسيرته الاحترافية في سنة 2010 يلعب في الدوري الأسترالي لكرة السلة ويحمل الرقم 4.